# Billeberga
Billeberga – miejscowość (tätort) w Szwecji, w regionie administracyjnym (län) Skania, w gminie Svalöv.
Według danych Szwedzkiego Urzędu Statystycznego liczba ludności wyniosła: 1050 (31 grudnia 2015), 1049 (31 grudnia 2018) i 1089 (31 grudnia 2019).